# نیروگاه بادی منجیل و رودبار

نیروگاه بادی منجیل

نیروگاه بادی مَنجیل و رودبار نام نیروگاه بادی در شهرهای رودبار و منجیل استان گیلان است. این نیروگاه انرژی جنبشی باد را به انرژی الکتریکی تبدیل می‌کند. کار ساخت این نیروگاه توسط ماشین‌سازی اراک (شاسی، ژنراتور و روتور توربین)، اراک‌دیسک (گیربکس) و هپکو (برج) تحت لیسانس شرکت دانمارکی وستاس در دهه ۱۳۷۰ خورشیدی انجام گرفت.

## ویژگی‌ها
در منجیل ۸۷ درصد روزهای سال، باد وجود دارد که در کل ۸۷ مگاوات ساعت برای یک توربین می‌تواند به‌دست‌آورد.
این نیروگاه دارای ۱۷۱ توربین است. توربین‌ها از سه پره به طول تقریبی ۱۷ الی ۲۳ متر (قطر روتور ۳۵الی ۴۷ متر) ساخته شده‌اند و انرژی جنبشی باد را توسط ژنراتورهایی که در پشت پره‌ها قرار دارد، به انرژی الکتریکی تبدیل می‌کند.

### قطعات اصلی توربین بادی
1. چرخانه: سه عدد پره - توپی - محور اصلی
2. اتاقک مولد: جعبه‌دنده - مولد - سامانه هیدرولیک - شاسی
3. برج
4. پی